# Giustiniano Nicolucci
Giustiniano Nicolucci (Isola del Liri, 12 marzo 1819 – Isola del Liri, 15 giugno 1904) è stato un antropologo, etnologo e archeologo italiano.
Docente all'Università di Napoli, fondò la scuola italiana di antropologia e il Museo di Antropologia della città partenopea. Il suo saggio Delle Razze Umane, pubblicato in due volumi nel 1857, configurò il primo trattato italiano di antropologia e paletnologia. Fu il primo a teorizzare la catalogazione degli esseri umani in base alle loro caratteristiche somatiche, studiando e collezionando, in particolare, i crani umani.

## Biografia
Nato da famiglia benestante, Giustiniano Nicolucci studiò al Collegio Tulliano di Arpino e poi si trasferì a Napoli. Nel primo ateneo partenopeo si laureò in medicina nel 1845. Accantonato l'interesse per la fisiologia, campo nel quale inizialmente impartì lezioni private, decise di tornare nella cittadina natale per esercitare la professione di medico.
Anche ad Isola del Liri continuò a studiare e a compiere ricerche, spostando tuttavia, con decisione, il suo interesse verso l'antropologia. Così, dopo un viaggio in Europa (1852), attraverso il quale poté attivare con i principali studiosi dell'epoca, fra i quali l'archeologo tedesco Heinrich Schliemann, scopritore di Troia, uno scambio di informazioni, di conoscenze e di materiali, iniziò una sua collezione craniologica. Ed è proprio in questa direzione che esordì, nel 1857, pubblicando il saggio etnologico dal titolo Delle Razze Umane. Qui, infatti, assorbita l'influenza evoluzionistica professata da Lamarck e la necessità di una metodologia multidisciplinare, che unisse la fisiologia all'anatomia, l'etnologia alla filologia, «propose una classificazione del genere umano basata su criteri craniologici e linguistici». Antonio Garbiglietti, che aveva in corso analoghe ricerche, dopo aver recensito favorevolmente il trattato di Nicolucci, si mosse nella stessa direzione, fondando nel 1861 il Museo di Craniologia di Torino.
Con l'Unità Nicolucci si candidò e venne eletto deputato del Regno d'Italia sino al 1865, quando perse l'elezione nel collegio di Pontecorvo. Nel frattempo, però, aveva spostato le sue ricerche anche verso l'archeologia, pubblicando saggi su alcuni ritrovamenti litici nell'Italia meridionale. Del resto, le testimonianze archeologiche erano indispensabili per sostenere i suoi esami sui crani e, di conseguenza, l'interpretazione alla base della catalogazione degli esseri umani. In tal senso, tra il 1867 e il 1873, Nicolucci pubblicò tre importanti studi relativi, rispettivamente, all'antropologia della Grecia, dell'Etruria e del Lazio, che riscossero ampi consensi, senza contare il risalto che ebbe l'aver studiato il cranio di Dante, attraverso il quale l'antropologo isolano ricondusse i caratteri somatici del sommo poeta al tipus toscano, confutando l'asserzione di chi lo voleva romano.

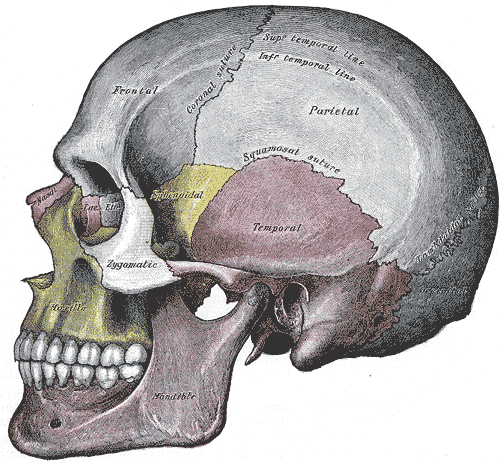
cranio (visuale laterale)

Nonostante la notorietà e gli studi condotti, che peraltro gli permisero di tenere il discorso inaugurale (in lingua francese) al primo congresso di Archeologia e Antropologia preistorica svoltosi nel 1871 a Bologna, nel 1869 gli fu preferito Paolo Mantegazza per la prima cattedra di antropologia istituita in Italia, a Firenze. Nicolucci dovette attendere fino al 1880 prima di ottenere l'insegnamento della disciplina, nella pari cattedra istituita presso la Facoltà di medicina e chirurgia di Napoli. Negli anni seguenti, con la fondazione del Gabinetto di antropologia (1881), la cattedra venne trasferita alla Facoltà di Scienze matematiche, fisiche e matematiche, dove lo studioso di Isola del Liri sarebbe rimasto. Nella nuova sede, Nicolucci tributò autorevoli ricerche ad esponenti del panorama scientifico italiano che vi avevano in precedenza insegnato, fra i quali Giuseppe Saverio Poli e Stefano Delle Chiaie.
Nel 1894 fondò a Napoli, annesso all'Istituto di antropologia, il Museo di Etno-Antropologia, che curò fino alla morte (1904) e a cui donò una parte della propria collezione, sulla quale più volte scrissero, tra gli altri, Mantegazza e Luigi Pigorini.
Nicolucci fu socio dell'Accademia dei Quaranta, così come dell'Associazione italiana di Antropologia ed Etnologia, nonché socio onorario del Royal Anthropological Institute of Great Britain and Ireland.

## Opere principali
- Delle razze umane. Saggio etnologico, 2 voll., Stamp. del Fibreno, Napoli 1857.
- Di alcune armi ed utensili in pietra rinvenuti nelle provincie meridionali dell'Italia e delle popolazioni ne' tempi antestorici della penisola italiana, Stamp. del Fibreno, Napoli 1863.
- La stirpe ligure ne' tempi antichi e ne' moderni, Tip. dell'Accademia delle Scienze, Napoli 1863.
- Sull'antropologia della Grecia, Tip. dell'Accademia delle Scienze, Napoli 1867.
- Studi antropologici. Raccolta di memorie (1863-1867), Stamp. del Fibreno, Napoli 1867.
- Antropologia dell'Etruria, Stamp. del Fibreno, Napoli 1869, su books.google.it.
- Sopra un cranio preistorico rinvenuto presso Isola Liri, Tip. Pellas, Firenze 1870.
- L'âge de la pierre dans les provinces napoletaines, s.e., Bologna 1871.
- Antropologia del Lazio, Stamp. del Fibreno, Napoli 1873.
- Strumenti in pietra delle provincie calabresi, Tip. Accademia delle Scienze, Napoli 1879.
- Sul peso del cervello dell'uomo, Tip. dell'Accademia delle Scienze, Napoli 1881.
- Crania pompeiana, ovvero Descrizione dei crani umani rinvenuti fra le ruine dell'antica Pompei, Tip. dell'Accademia delle Scienze, Napoli 1882.
- Su gli elefanti fossili della Valle del Liri, Tip. dell'Accademia delle Scienze, Napoli 1882.
- I primi uomini. Studio antropologico, Tip. dell'Accademia delle Scienze, Napoli 1883.
- I crani de' Marsi. Studio antropologico, Tip. dell'Accademia delle Scienze, Napoli 1883.
- Antropologia dell'Italia nell'evo antico e nel moderno, Tip. dell'Accademia delle Scienze, Napoli 1887.
- I Semiti: quel che furono e quel che oggi sono. Schizzo storico-antropologico, Tip. dell'Accademia delle Scienze, Napoli 1890.
- Gli Aryi e le origini europee, Tip. dell'Accademia delle Scienze, Napoli 1891.
- I Celti e la formazione delle odierne nazionalità francese, spagnola ed inglese. Saggio storico-antropologico, Tip. dell'Accademia delle Scienze, Napoli 1891.
- L'uomo e le scimmie, Tip. dell'Accademia delle Scienze, Napoli 1891.